# Pittonotus
Pittonotus is een geslacht van kevers uit de familie  
kniptorren (Elateridae).
Het geslacht is voor het eerst wetenschappelijk beschreven in 1859 door Kiesenwetter.

## Soorten
Het geslacht omvat de volgende soorten:
- Pittonotus simoni (Stierlin, 1879)
- Pittonotus theseus (Germar, 1817)